# Still (település)
Still település Franciaországban, Bas-Rhin megyében. Lakosainak száma 1799 fő (2022. január 1.). Still Flexbourg, Heiligenberg, Balbronn, Cosswiller, Dinsheim-sur-Bruche, Niederhaslach és Oberhaslach községekkel határos.

## Népesség
A település népessége az elmúlt években az alábbi módon változott:
| Lakosok száma | 1830 | 1800 | 1809 | 1813 | 1811 | 1806 | 1806 | 1799 |
|               | 2013 | 2015 | 2017 | 2018 | 2019 | 2020 | 2021 | 2022 |